# Stensborgs bygdegård
Stensborgs bygdegård var en bygdegård i Oxbacken utanför Nyköping. Numera privatbostad. 
Bygdegården har under årens lopp använts för bland annat olika tillställningar och fester men också som vallokal.